# Nesotriccus ridgwayi
El mosquerito de la isla del Coco (en Costa Rica) (Nesotriccus ridgwayi), también denominado mosquerito del Coco o piojito de las Islas Coco es una especie de ave paseriforme de la familia Tyrannidae, perteneciente al género Nesotriccus. Es endémico de la Isla de Cocos en Costa Rica.

## Descripción
Mide 13 cm y pesa 11 g. Es el único mosquero presente en el parque nacional Isla del Coco. Posee un pico largo y una cola relativamente larga. Existe una variación considerable en el color. Los adultos son entre oliva grisáceo y oliva parduzco oscuro por encima. La cola y las alas son más oscuras, con las barras alares entre anteado opaco y anteado amarillento. Las cejas son generalmente leves y más pálidas. Por debajo son ante grisáceo pálido, blanco anteado o amarillento pálido, con un tinte entre parduzco y oliva a través del pecho. La maxila es negra y la mandíbula es color cuerno pálido con la punta fusca. Las patas son grises oscuras. Los individuos juveniles son más café que los adultos. Las cejas y las barras alares son entre leonado y canela.

## Distribución y hábitat
Se encuentra exclusivamente en la Isla de Cocos, 500 km a suroeste de la costa de Costa Rica en el Océano Pacífico.
Habita en bosques húmedos tropicales y subtropicales de baja altitud, matorrales, pantanos y humedales.

## Estado de conservación
Esta especie ha sido calificada como «Especie vulnerable» por la Unión Internacional para la Conservación de la Naturaleza (UICN) debido a su muy pequeña zona de distribución. La población estimada de forma conservadora es de 6000 a 15 000 individuos maduros.

### Amenazas
La introducción de herbívoros que degradan su hábitat dentro de su zona es una amenaza, pero parece tolerar algunas modificaciones de su hábitat y no hay evidencias (hasta ahora) de un declinio de su población o zona.

### Acciones de conservación
A pesar de la introducción de especies exóticas, ocurre en el parque nacional Isla del Coco. Está protegida y regulada por la Ley de Conservación de la Vida Silvestre n.º 7317, la Ley Orgánica del Ambiente n.º 7554 y el decreto n.º 26435-MINAE de Costa Rica.

## Comportamiento
Se mantienen en parejas durante todo el año (monógamos).

### Alimentación
Forrajea a todas las alturas, inclusive agarrando presas del suelo, aunque pasa la mayor parte del tiempo en la parte alta del sotobosque o baja del dosel. Con frecuencia caza en los penachos de los helechos arbóreos. Atrapa insectos en vuelo. Vuela, revolotea o corre a lo largo de las ramas para atrapar presas en la vegetación, y es capaz de perseguir las presas que se le escapan con un vuelo veloz y ágil por entre el follaje. Se alimenta de una gran variedad de insectos, y también de frutos.

### Reproducción
Su nido consiste en una taza pequeña hecha de fibras vegetales, colocada sobre una rama delgada entre el follaje más externo, y generalmente cerca de la parte más alta de un árbol. Es común que pongan un huevo blanco crema. Se reproducen de enero a abril o mayo. Únicamente la hembra incuba los huevos, aunque, por otra parte, ambos padres alimentan al pichón.

## Sistemática

### Descripción original

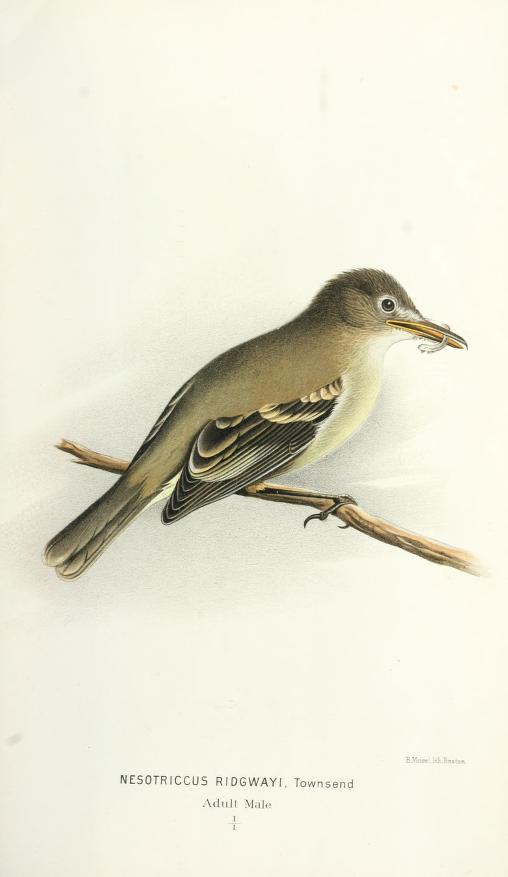
Ilustración del mosquerito de la isla del Coco (Nesotriccus ridgwayi) por Townsend en Bulletin of the Museum of Comparative Zoology at Harvard College, 1895.

La especie N. ridgwayi y el género Nesotriccus fueron descritos por primera vez por el zoólogo estadounidense Charles Haskins Townsend en 1895 bajo el mismo nombre científico; la localidad tipo es: «Isla de Cocos, costa del Pacífico, Costa Rica».

### Etimología
El nombre genérico masculino «Nesotriccus» se compone de las palabras del griego «nēsos» que significa ‘isla’ (en referencia a la Isla de Cocos), y « τρικκος trikkos»: pequeño pájaro no identificado; en ornitología, «triccus» significa «atrapamoscas tirano»; y el nombre de la especie «ridgwayi», conmemora al ornitólogo estadounidense Robert Ridgway (1850-1929).

### Taxonomía
Las afinidades de esta especie son algo inciertas; características anatómicas y comportamentales indican que está próximamente relacionada con Phaeomyias. Es monotípica.
Un análisis de ADN mitocondrial realizado por Zucker et al. (2016), que exploró las relaciones entre la presente especie y las varias poblaciones de Phaeomyias a través de su distribución en Centro y Sudamérica, encontró que Nesotriccus está embutido en el árbol de la evolución de Phaeomyias; y que este complejo de subespecies, representa por lo menos cuatro especies distintas que se diferencian en plumaje, vocalización y hábitat. Nesotriccus sufrió un cuello de botella poblacional subsecuente a su divergencia de las poblaciones de Centro y Sudamérica en el Pleistoceno medio.